# Tabun 1
Tabun 1 è il fossile di un cranio di un ominide della specie Homo neanderthalensis scoperto nella Grotta di Tabun, una delle 4 grotte di Nahal Me'arot in Israele, durante una campagna di scavi tra il 1929 e il 1934, che fu trovato da Yusra, una donna del posto membro della squadra di ricerca condotta da Dorothy Garrod.

## Descrizione
I resti probabilmente appartengono ad una donna di Neanderthal, con il cranio che conserva la dentatura superiore quasi completa, ad eccezione di uno dei terzi molari, e lo scheletro post-cranico è quasi completo. La datazione del fossile è controversa, all'interno di un periodo compreso tra 143.000 e 37.000 anni fa.